# Marine-Panorama

Moltkebrücke mit Lehrter Bahnhof (rechts) und Marine-Panorama (links) im Hintergrund, um 1894

Das Marine-Panorama war eine kreisrunde Ausstellungshalle in Berlin. Das Bauwerk wurde 1891 errichtet und 1928 abgebrochen.

## Lage
Das Marine-Panorama befand sich in Berlin-Moabit in unmittelbarer Nachbarschaft des Lehrter Bahnhofs, der Moltkebrücke und des Universum Landes-Ausstellungs-Parks und hatte die Adresse Alt-Moabit 1.

## Geschichte
Das Gebäude wurde 1891 durch Baurat Ludwig Heim errichtet, nicht wie die drei anderen Berliner Panorama-Gebäude (National-Panorama, Sedan-Panorama und Panorama deutscher Kolonien) in Eisenfachwerk, sondern als massiver achteckiger Putzbau. Das erste ab Januar 1892 ausgestellte Rundgemälde, von Philipp Fleischer in München produziert, stellte eine Verherrlichung des Hohenzollernhauses von der Zeit des Großen Kurfürsten bis zu Kaiser Wilhelm II. dar, weshalb das Gebäude ursprünglich Hohenzollern-Galerie hieß. Das Rundbild wurde nach einem Jahr wieder abgehängt. Anschließend wurde ab Juni 1893 das Rundbild  Einfahrt in den Hafen von New York ausgestellt, gemalt von dem Münchener Marinemaler Hans Petersen.
1899 wurde in dem Gebäude das Deutsche Kolonialmuseum eröffnet, das 1915 aus wirtschaftlichen Gründen geschlossen wurde. Im Herbst 1928 wurde das Bauwerk abgebrochen.